# Contea di Chengkou
La contea di Chengkou (cinese semplificato: 城口县; mandarino pinyin: Chéngkǒu Xiàn) è un distretto di Chongqing. Ha una superficie di 3.286 km² e una popolazione di 230.000 abitanti al 2006.